# Piet van Est
Piet van Est (Sint Willebrord, Rucphen, Brabant del Nord, 11 d'agost de 1934 - Roosendaal, 17 d'octubre de 1991) va ser un ciclista neerlandès, que fou professional entre 1956 i 1965.
En el seu palmarès destaca una victòria d'etapa al Giro d'Itàlia de 1961 i la classificació final de la Volta als Països Baixos de 1958. Els seus germans Nico i Wim també foren ciclistes professionals.

## Palmarès
- 1955
  - Vencedor d'una etapa a l'Olympia's Tour
- 1956
  -  Campió dels Països Baixos interclubs
  - Vencedor d'una etapa del Tour d'Europa
- 1958
  - 1r a la Volta als Països Baixos
- 1961
  - Vencedor d'una etapa al Giro d'Itàlia
  - Vencedor d'una etapa a la Volta a Bèlgica
- 1962
  - 1r a la Hoegaarden-Anvers-Hoegaarden
  - Vencedor d'una etapa de l'A través de Bèlgica
- 1963
  -  Campió dels Països Baixos interclubs
  - 1r al Circuit des Flandes Oriental
  - Vencedor de 2 etapes de la Volta als Països Baixos
- 1964
  -  Campió dels Països Baixos interclubs
  - 1r a l'A través de Bèlgica

### Resultats al Tour de França
- 1957. 32è de la classificació general
- 1958. 22è de la classificació general
- 1959. Abandona (13a etapa)
- 1960. 28è de la classificació general
- 1961. Fora de control (17a etapa)
- 1962. 26è de la classificació general
- 1964. Abandona (16a etapa)

### Resultats al Giro d'Itàlia
- 1961. 35è de la classificació general. Vencedor d'una etapa
- 1962. Abandona (14a etapa)